# さっしーのe部屋
『さっしーのe部屋』（さっしーのイーへや）は、2019年4月1日から同年12月30日までフジテレビで放送されていたゲーム番組。全38回。AKRacingの一社提供。
毎回指原莉乃がeスポーツゲームでオンライン対戦する模様を放送していたミニ番組。番組収録は、無人カメラを設置したゲーム部屋で行われていた。
テレビ放送は基本的には毎週月曜 22:54 - 23:00（日本標準時）に行われていたが、直前の時間帯に月9ドラマの拡大版が放送される際にはずれることがあった。また、当初はフジテレビのみで放送のローカル番組であったが、2019年7月12日からはBSフジでのリピート放送も行われていた。
フジテレビのYouTube公式チャンネルでは『未公開映像！さっしーのe部屋Plus』が配信されており、これらは各回のテレビ放送が終了するたびに順次公開されていた。

## スタッフ
いずれも、フジテレビが公式サイトで公表しているデータからの参考。
- 企画：東園基臣
- 演出：京田宣良
- プロデューサー：酒井範行、後藤妙子
- 制作協力：バンエイト
- 制作・著作：フジテレビ